# كين كيرسي
كين كيرسي هو عازف بيانو وعازف جاز وملحن كندي، ولد في 3 أبريل 1916، وتوفي في 1 أبريل 1983 في نيويورك في الولايات المتحدة.

## وصلات خارجية
- كين كيرسي على موقع ميوزك برينز (الإنجليزية)
- كين كيرسي على موقع أول ميوزيك (الإنجليزية)
- كين كيرسي على موقع ديسكوغز (الإنجليزية)